# Cornufer heffernani
Espèce
Synonymes
- Hylella solomonis Sternfeld, 1920
- Palmatorappia solomonis (Sternfeld, 1920)
- Hypsirana heffernani Kinghorn, 1928

Statut de conservation UICN

 VU B1ab(iii) : Vulnérable
Cornufer heffernani est une espèce d'amphibiens de la famille des Ceratobatrachidae.

## Répartition

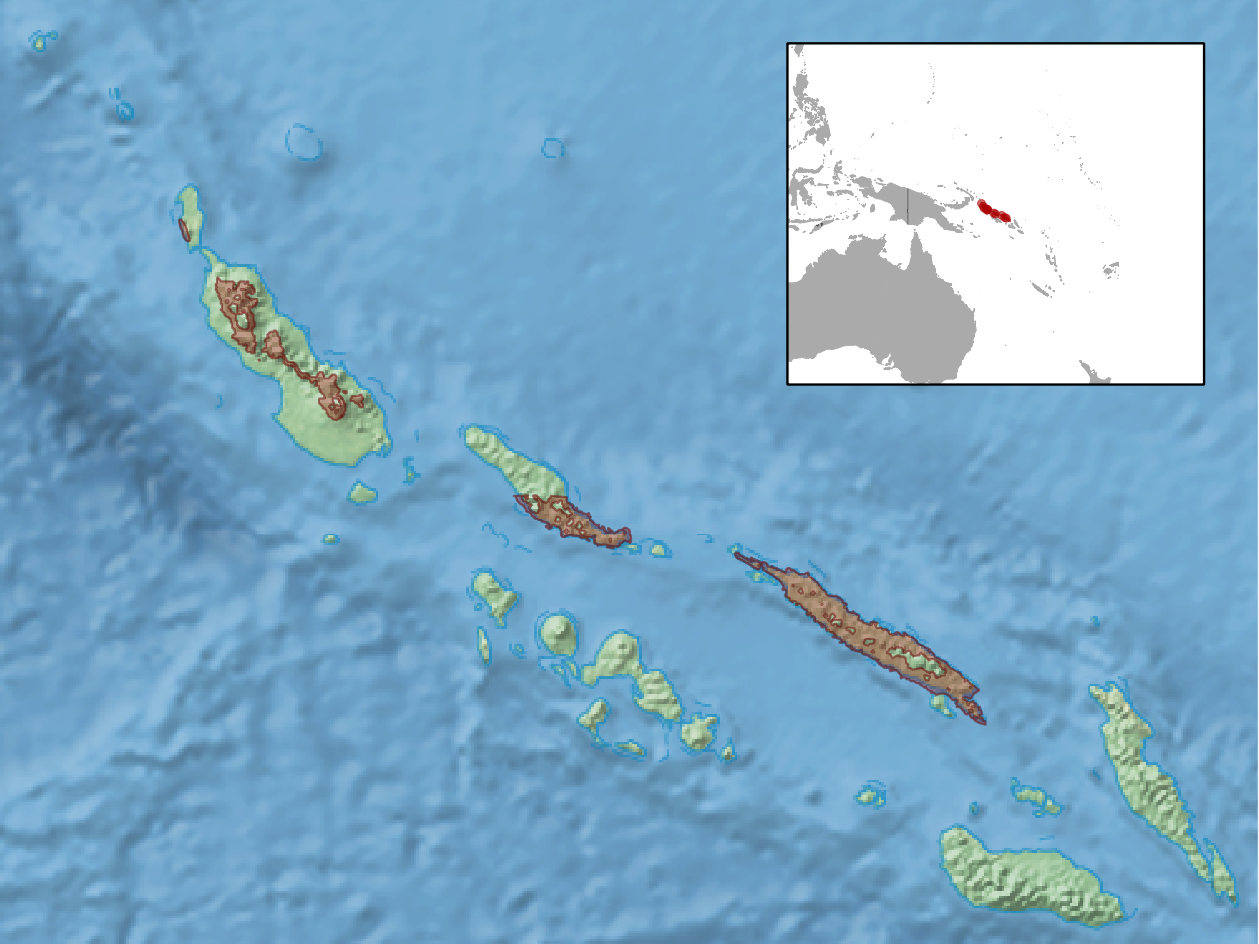
Répartition de l'espèce.

Cette espèce est endémique de l'archipel des Salomon. Elle se rencontre au Salomon sur les îles Makira et Choiseul et sur les îles Buka et Bougainville en Papouasie-Nouvelle-Guinée. Elle est présente jusqu'à 250 m d'altitude.

## Étymologie
Cette espèce est nommée en l'honneur de collecteur de l'holotype, Mr. N. S. Heffernan.

## Publications originales
- Kinghorn, 1928 : Herpetology of the Solomon Islands. Records of the Australian Museum, vol. 16, p. 123–178 (texte intégral).
- Sternfeld, 1920 : Zur Tiergeographie Papuasiens unde der pazifischen Inselwelt. Abhandlungen der Senckenbergischen Naturforschenden Gesellschaft, vol. 36, p. 374-436.